# Mildred K. Nobles
Mildred K. Nobles (ur. 7 czerwca 1903 w Colborne, zm. 26 marca 1993 w Ottawie) – kanadyjska mykolożka.

## Życiorys
Wczesne lata swojego życia spędziła na rodzinnej farmie w Vernonville. Z powodu choroby ojca wraz z rodziną przeprowadziła się do Regina Saskatchewan, gdzie uczęszczała do szkół. W1927 roku rozpoczęła studia na Queen's University, a następnie w maju 1929 roku ukończyła z wyróżnieniem studia licencjackie z zakresu biologii i chemii.  Później ukończyła studia podyplomowe na Uniwersytecie w Toronto. W 1931 r. napisała pracę magisterską o florze grzybowej lokalnych gleb, a w 1935 roku obroniła doktorat. po napisaniu dysertacji na temat cykli konidialnych u Thelephoraceae. Pracowała w Kanadyjskim Departamencie Rolnictwa w Ottawie. W 1935 roku została mianowana zastępcą botanika i fitopatologa, a od 1959 roku została głównym mykologiem. Odeszła z wydziału na emeryturę w 1969 roku.
W 1963 r. została wybrana na członka Królewskiego Towarzystwa Kanady. W 1972 r. za wybitne osiągnięcia naukowe została odznaczona Medalem George'a Lawsona przez Canadian Botanical Association. W1986 roku wraz z Rolfem Singerem otrzymała nagrodę „Distinguished Mycologist” od Mycological Society of America. 

## Praca naukowa
Była autorytetem w dziedzinie hodowli i identyfikacji grzybów powodujących próchnienie drewna. Opracowała numeryczny system identyfikacji gatunków Hymenomycetes. W swojej karierze stworzyła i utrzymywała około 3000 izolatów grzybów rozkładających drewno, reprezentujących około 600 gatunków. Opublikowała wiele prac naukowych.